# بيلي نورث
بيلي نورث (بالإنجليزية: Billy North)‏ هو لاعب كرة قاعدة أمريكي، ولد في 15 مايو 1948 في سياتل في الولايات المتحدة.

## وصلات خارجية
- بيلي نورث على موقعبيزبول رفرنس.كوم (الدوري الرئيسي) (الإنجليزية)
- بيلي نورث على موقعبيزبول رفرنس.كوم (الدوري الثانوي) (الإنجليزية)